# مجالي أمادي
ماغالي أمادي Magali Amadei (ولدت في 30 نوفمبر 1974) هي عارضة أزياء وممثلة فرنسية.
تم اكتشاف ماغالي في سن السادسة عشر أثناء دراستها للباليه في أوبرا نيس، وسرعان ما بدأت في عرض الأزياء. في التسعينيات، ظهرت بانتظام على أغلفة مجلات شهيرة مثل فوغ و إيل و ماري كلير. وعادة ما يقارن جمالها بجمال صوفيا لورين ، وهي ممثلة إيطالية.

## فيلموغرافيا
- 1992 : جحيم! ، إلين فون أونويرث
- 1997 : درب الدم ، نعومي
- 2001 : The Groomsmen (في) ، تانيا
- 2001 : حفل زفاف مثالي للغاية ، ويندي
- 2001 : يوميات رجل متزوج (مسلسل تلفزيوني)
- 2003 : الكارتل (2003، تلفزيون)
- 2004 : أمير قرية غرينتش ، كورالي وارسو
- 2004 : تاكسي نيويورك ، اللص الرابع